# Canton de Saint-Amand-les-Eaux-Rive droite
Le canton de Saint-Amand-les-Eaux-Rive droite est un ancien canton français, situé dans le département du Nord et la région Nord-Pas-de-Calais.

## Composition
Le canton de Saint-Amand-les-Eaux-Rive droite regroupait les communes suivantes :
| Nom                              | Code Insee | Codepostal | Superficie (km2) | Population (dernière pop. légale) | Densité (hab./km2) |
| -------------------------------- | ---------- | ---------- | ---------------- | --------------------------------- | ------------------ |
| Saint-Amand-les-Eaux (chef-lieu) | 59526      | 59230      | 33,81            | 16 836 (2012)                     | 498                |
| Bruille-Saint-Amand              | 59114      | 59199      | 7,88             | 1 650 (2012)                      | 209                |
| Château-l'Abbaye                 | 59144      | 59230      | 4,41             | 878 (2012)                        | 199                |
| Flines-lès-Mortagne              | 59238      | 59158      | 14,45            | 1 649 (2012)                      | 114                |
| Hasnon                           | 59284      | 59178      | 12,74            | 3 839 (2012)                      | 301                |
| Mortagne-du-Nord                 | 59418      | 59158      | 2,18             | 1 621 (2012)                      | 744                |
| Raismes                          | 59491      | 59590      | 33,31            | 12 906 (2012)                     | 387                |

## Histoire
De 1833 à 1848, les deux cantons de Saint-Amand (rive droite et rive gauche de la Scarpe) avaient le même conseiller général. Le nombre de conseillers généraux était limité à 30 par département.

## Représentation

### Conseillers généraux de 1833 à 2015
| Période           | Identité                                   | Parti       | Qualité |
| ----------------- | ------------------------------------------ | ----------- | --- |
| 1833-1839 (décès) | Nicolas Dubois (1766-1839)                 |             | Ancien sous-préfet, propriétaire à Mortagne                                                                             |
| 1839-1848         | Colomban Joseph Desespringalle (1779-1863) |             | Propriétaire à Saint-Amand Maire (1828-1832) de Saint-Amand                                                             |
| 1848-1852         | Jean-Baptiste Colase                       |             | Propriétaire à Raismes                                                                                                  |
| 1852-1871         | Philippe Joseph Lecuyer (1788-1880)        |             | Président du Tribunal civil de Valenciennes, Maire de Saint-Saulve                                                      |
| 1871-1877         | Émile Delerue                              | Droite      | Fabricant de sucre Maire de Raismes                                                                                     |
| 1877-1913         | Jules Sirot                                | Républicain | Maître de forges Maire de Saint-Amand-les-Eaux, conseiller d'arrondissement Député (1889-1893)                          |
| 1913-1940         | Ernest Couteaux                            | SFIO        | Géomètre en chef Député (1919-1928 et 1932-1936) Sénateur (1946-1947) Maire de Saint-Amand-les-Eaux (1919-1943 et 1947) |
|                   |                                            |             | |
| 1945-1949         | Alfred Lemaître                            | PCF         | Peintre faïencier Maire de Saint-Amand-les-Eaux (1945-1947)                                                             |
| 1949-1967         | Paul Manouvrier (1902-1987)                | SFIO        | Ingénieur chimiste Maire de Saint-Amand-les-Eaux (1947-1953)                                                            |
| 1967-1985         | Elise Lefebvre-Musmeaux (1914-1986)        | PCF         | Secrétaire puis commis-greffier Maire de Raismes (1964-1985) Suppléante du député Alain Bocquet                         |
| 1985-2011         | René Cher                                  | PCF         | Enseignant Maire de Raismes (1985-2013)                                                                                 |
| 2011-2015         | Aymeric Robin                              | PCF         | Fonctionnaire Conseiller municipal de Raismes, puis Maire depuis 2013                                                   |

### Conseillers d'arrondissement (de 1833 à 1940)
| Période                                  | Période      | Identité                                  | Étiquette   | Qualité |
| ---------------------------------------- | ------------ | ----------------------------------------- | ----------- | --- |
| 1833                                     | 1848         | Nicolas Joseph Henry Baligand (1778-1863) |             | Notaire à Mortagne |
|                                          |              |                                           |             | |
| 1871                                     | 1874         | Louis Joseph Lemer-Talmant                |             | Cultivateur, fabricant de sucre, Bruille-Saint-Amand                                                                                       |
| 1874                                     | 1877         | Jules Sirot                               | Républicain | Maître de forges à Saint-Amand-les-Eaux |
| 1877                                     | 1886         | Félix Isnard                              | Républicain | Médecin à Saint-Amand-les-Eaux |
| 1886                                     | 1919         | Ferdinand Lepez                           | Radical     | Publiciste, propriétaire et rédacteur en chef du quotidien L'Impartial à Valenciennes Ancien député (1893-1906), maire de Raismes (1888-?) |
| 1919                                     | 1935 (décès) | Paul Dussart                              | SFIO        | Maire de Raismes |
| 1935                                     | 1940         | Fernand Notteghem (1879-1961)             | SFIO        | Agent d'assurances, maire de Bruille-Saint-Amand (1925-1945)                                                                               |
| 1940                                     |              |                                           |             | Les conseils d'arrondissement ont été suspendus par la loi du 12 octobre 1940 et n'ont jamais été réactivés                                |
| Les données manquantes sont à compléter. |              |                                           |             | |

## Démographie
| 1962 | 1968 | 1975 | 1982 | 1990   | 1999   | 2006   | 2011   | 2012   |
| ---- | ---- | ---- | ---- | ------ | ------ | ------ | ------ | ------ |
| -    | -    | -    | -    | 31 534 | 31 399 | 31 082 | 31 151 | 31 479 |

### Pyramide des âges
Comparaison des pyramides des âges du Canton de Saint-Amand-les-Eaux-Rive droite et du département du Nord en 2006
| Hommes | Classe d’âge   | Femmes |
| ------ | -------------- | ------ |
| 0,1    | 90 ans et plus | 0,6    |
| 5,8    | 75 à 89 ans    | 8,9    |
| 9,6    | 60 à 74 ans    | 12,4   |
| 20     | 45 à 59 ans    | 18,9   |
| 22     | 30 à 44 ans    | 20,1   |
| 19,9   | 15 à 29 ans    | 18,8   |
| 22,6   | 0 à 14 ans     | 20,2   |

| Hommes | Classe d’âge   | Femmes |
| ------ | -------------- | ------ |
| 0,2    | 90 ans et plus | 0,8    |
| 4,3    | 75 à 89 ans    | 7,9    |
| 10,3   | 60 à 74 ans    | 11,9   |
| 19,7   | 45 à 59 ans    | 19,4   |
| 21,1   | 30 à 44 ans    | 20,1   |
| 22,6   | 15 à 29 ans    | 21     |
| 21,6   | 0 à 14 ans     | 19     |